# Путин хуйло!
Путин хуйло! (на украински: Путін хуйло; на руски: Путин хуйло) е украинска нео-фолк песен, която става популярна след руската интервенция в Украйна през 2014 г., сред противниците на политиката на руския президент Владимир Путин в Украйна и в чужбина.

## История
Първоначално песента е била известна сред ултраси като „ФК Металист Харков“ и „ФК Шахтьор Донецк“, а по-късно се приема и от фенове на други футболни клубове, включително немски, френски и други. Не след дълго песента става популярна не само сред украинския народ, но и в други страни, включително Мексико, Япония, САЩ, Канада, Западна Европа и така нататък.
Сред най-известните украински изпълнители на песента са депутатът на Украйна Олег Ляшко и бившият министър на външните работи на Украйна Андрий Дешчиця, който я изпя пред руското посолство в Киев с протестиращи.
Песента предизвика широко недоволство сред руснаците, особено в дипломатическата мисия на Русия в Украйна, както и сред властимащите в Руската федерация.

## Текст
| „ | Пу-тин хуй-ло ла-ла-ла-ла-ла-ла-ла-ла | “ |

Песента звучи най-често а капела, но се изпълнява и с музикален съпровод и многократното повторение на ла-ла-ла-ла или ло-ло-ло-ло, за да се римува с думата хуйло.

## Галерия
- Изпълнение на стадиона
- Надпис ПТН X̆ЛО, направен със стикери на „Не купувай руското!“, в Бровари
- Регистрационен номер ПТН-ХЛО
- Нотен запис
- Графити в Луганск